# Filialkirche Wittau

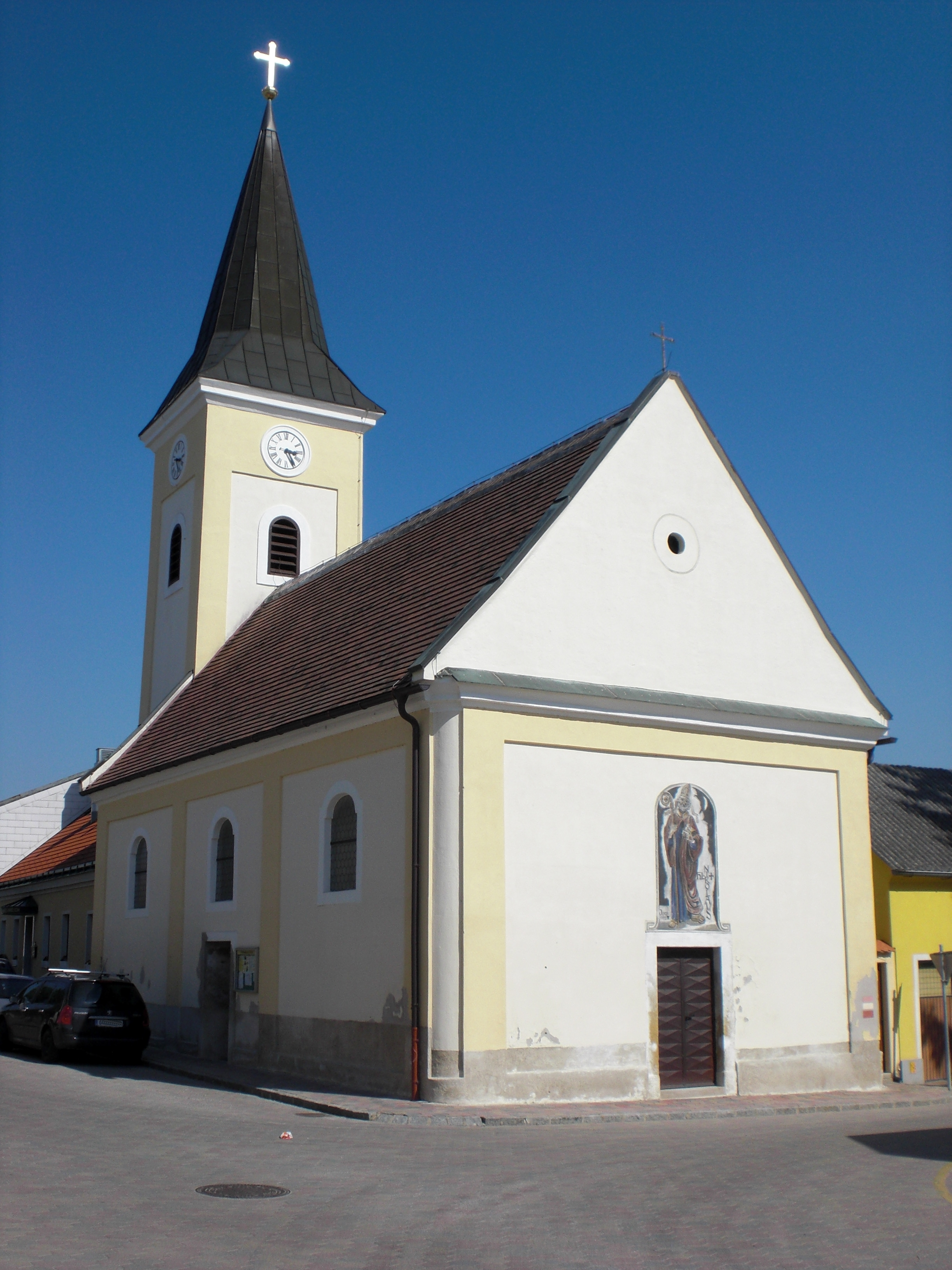
Filialkirche hl. Nikolaus in Wittau

Die römisch-katholische Filialkirche Wittau steht in der Ortschaft Wittau in der Gemeinde Groß-Enzersdorf im Bezirk Gänserndorf in Niederösterreich. Sie ist dem heiligen Nikolaus geweiht und gehört zur Pfarre Probstdorf im Dekanat Marchfeld im Vikariat Unter dem Manhartsberg der Erzdiözese Wien. Das Bauwerk steht unter Denkmalschutz (Listeneintrag).

## Lagebeschreibung
Die Kirche steht in der Ortsmitte und ist in die südliche Häuserzeile eingebunden.

## Geschichte
Die schlichte spätbarocke Dorfkirche wurde in der zweiten Hälfte des 18. Jahrhunderts errichtet.

## Architektur
Kirchenäußeres
Die Kirche ist ein schlichter spätbarocker Bau. Das Langhaus ist streng durch Lisenen zwischen den Rundbogenfenstern gegliedert. Darüber ist ein umlaufendes Gesims. Der östliche Kirchturm ist dem Langhaus vorgestellt und bildet zugleich den Chor der Kirche. Der Chorturm hat einen steilen Spitzhelm.
Kircheninneres
Das dreijochige Langhaus ist platzlgewölbt. Dazwischen sind Gurtbögen die auf flachen Wandpfeilern ruhen. Der Triumphbogen ist rundbogig. Der Chor ist kreuzgratgewölbt und endet in einem geraden Schluss. Die südlich anschließende Sakristei ist ebenfalls kreuzgratgewölbt.

## Ausstattung
Der kleine spätbarocke Altar stammt vom Ende des 18. Jahrhunderts. Auf dem Altarbild ist der heilige Nikolaus dargestellt, im Auszugsbild der Heilige Geist dargestellt. Die beiden barocken Figuren am Altar wurden am Ende des 18. Jahrhunderts geschaffen und stellen die Heiligen Petrus und Paulus dar.